# Progomphus marcelae
Progomphus marcelae là loài chuồn chuồn trong họ Gomphidae. Loài này được Novelo-Gutiérrez mô tả khoa học đầu tiên năm 2007.